# Мајнор (Алабама)
Мајнор (енгл. Minor) насељено је место без административног статуса у америчкој савезној држави Алабама.

## Демографија
По попису из 2010. године број становника је 1.094, што је 22 (-2,0%) становника мање него 2000. године.
| Група             | 2000.         | 2010.       |
| Белци             | 1.086 (97,3%) | 840 (76,8%) |
| Афроамериканци    | 10 (0,9%)     | 229 (20,9%) |
| Азијати           | 1 (0,1%)      | 0 (0,0%)    |
| Хиспаноамериканци | 4 (0,4%)      | 16 (1,5%)   |
| Укупно            | 1.116         | 1.094       |